# Danilia insperata
Danilia insperata je druh mořského plže z čeledi kotoučovití (Trochidae).

## Rozšíření
Tento druh je endemický na Severním ostrově Nového Zélandu.

## Ulita
Ulita je má tvar turbanu. Maximální výška ulity je 13 mm, maximální šířka je 10,5 mm.